# XXIII. János pápa
XXIII. János pápa (Angelo Giuseppe Roncalli) katolikus nevén Szent XXIII. János (Sotto il Monte, 1881. november 25. – Róma, 1963. június 3.) római pápa 1958–1963 között, Szent Péter 261. utóda.
Szegény részes bérlő családból származott, s ezt sohasem felejtette el: élete végén szellemi testamentumában is hálát adott, hogy szegényen halhat meg. Egyszerűségének, közvetlenségének és őszinte emberszeretetének köszönhetően minden idők egyik legnépszerűbb pápája volt. A hívő nép ajkán megbecsülést kifejező megszólításai születtek. Özönlöttek hozzá a zarándokok, az egyszerű emberek szentjeként vonul be a Panthéonba.
Bár pápasága csak viszonylag rövid ideig – kevesebb mint öt évig – tartott, mégis tudott ez alatt maradandót alkotni: teljesen váratlanul összehívta a II. vatikáni zsinatot, a római katolikus egyház 21. egyetemes zsinatát, amelynek feladata az egyház reformja, valamint a többi keresztény felekezettel és a nem hívő világgal való viszonyának rendezése volt. Ezzel új korszakot nyitott a katolikus egyház történelmében.
II. János Pál pápa 2000. szeptember 3-án boldoggá avatta, emléknapját október 11-én (a II. vatikáni zsinat megnyitásának évfordulóján) tartja a katolikus egyház. Szentté avatása 2014. április 27-én, az Isteni irgalmasság vasárnapján, az őt korábban beatifikáló II. János Pál pápával együtt történt.

## Élete

### Papként
Bergamo közelében született egy tizenhárom gyermekes, elszegényedett nemesi család negyedik gyermekeként, elsőszülött fiaként. Papi tanulmányait nagybátyja anyagi támogatásával, Bergamóban kezdte, majd Rómában folytatta, ahol teológiai doktorátust is szerzett. 1904. augusztus 19-én szentelték pappá.
A bergamói püspök magántitkárává nevezte ki, miközben lelkipásztori feladatot is bízott rá: fiatalokkal való foglalkozást. Közben professzorként egyháztörténelmet, hitvédelmet és ókeresztény irodalomtörténetet tanított az egyházmegyei szemináriumban, valamint a környék vallási életének múltját kutatta. Társadalmi kérdésekkel, a világiak apostolkodásával is foglalkozni kezdett.
Az első világháborúban eleinte a betegápolás területén tevékenykedett, majd Bergamo katonai kórházainak lelkészévé nevezték ki. 1918-ban a frontról hazatért kispapok lelki vezetője lett, ill. a háború után az egyetemek lelkipásztorainak irányítója.
1921-ben XV. Benedek pápa Rómába rendelte a Hitterjesztési Kongregációhoz, ahol fő feladata a missziók anyagi támogatásának szervezése volt. Az 1924/25-ös tanévben a pápai Lateráni Egyetemen patrológiát (ókeresztény irodalomtörténetet) tanított.

### Diplomata püspökként és Velence pátriárkájaként
XI. Piusz pápa 1925-ben Bulgária apostoli vizitátorává nevezte ki, és püspöki méltóságra emelte címzetes érseki ranggal. Roncalli ekkor választotta ki püspöki jelmondatát: Obedientia et pax (engedelmesség és béke). E minőségében 1930-ban Magyarországra is ellátogatott: a Szent Imre-év főünnepségein vett részt. 1934-ben Görögország és Törökország pápai delegátusa lett. E helyeken számos ortodox főpappal alakított ki jó kapcsolatot.
A második világháború kitörése Görögországban érte. Számos zsidót mentett meg például vízumok kiállításával illetve a holokausztról megszerzett információk továbbításával. 1944-ben párizsi nunciussá nevezték ki, ez (is) elég nehéz „terep" volt ekkoriban a Vichy-kormánnyal együttműködő francia főpapok miatt. Ezenkívül segítette a francia hadifogságba esett németeket is.  Nemcsak Franciaországra figyelt, foglalkoztatták nemzetközi problémák is, így beutazta Itáliát, Belgiumot, Hollandiát, Spanyolországot, sőt Észak-Afrikában is megfordult.
Az UNESCO munkáját eleinte megfigyelőként követte, majd 1952-től a Vatikán állandó képviselője lett.
1953-ban kapta meg a bíborosi kalapot, s még ugyanebben az évben kinevezték velencei pátriárkává.

### Róma püspökeként (pápaként)
1958. október 28-án a konklávé őt választotta meg a 261. pápává. A János nevet vette fel. Pápaként is igyekezett közel maradni a hívekhez, közvetlen egyszerűségével és humorával hamar népszerűvé vált.
1959. január 25-én a Falakon kívüli Szent Pál-bazilikában bejelentette, hogy római egyházmegyei zsinatot akar tartani (500 év után először), s ekkor jelentette be váratlanul a II. vatikáni zsinat összehívását is. Ferenc pápa szerint ebben a "Szentlélektől való tanulékonyságról tanúskodott, engedte vezetni magát [a Szentlélek által]". A zsinatot azután 1962. október 11-én nyitotta meg.
A kubai rakétaválság idején segítette a kapcsolatfelvételt Kennedy és Hruscsov között.
Nyolc enciklikát írt, ezek közül a Pacem in Terris (Béke a földön) kezdetű enciklikája lett a leghíresebb. Ebben az igazságon, az igazságosságon, a szabadságon és a szereteten alapuló nemzetek közötti békét szorgalmazta.
Élete vége felé sokat betegeskedett gyomrával, gyomorrákban halt meg. Haláltusáját a médián keresztül az egész világ nagy részvéttel végigkövethette.

## Tanítása
Az egyházi élet megújulását rendkívül fontosnak tartotta. A római katolikus egyház és a világ közti kibékülést, valamint az ökumenizmust hirdette, az elítélés helyett a megbékélést.

## Személyisége, népszerűsége
Nyitottan igyekezett közeledni hívők és nem hívők felé egyaránt. Szerette a korát, optimista módon gondolt a jövőre. Egyszerű és közvetlen stílusával, humorával szinte mindenkivel megtalálta a közös hangot.
A Time magazin 1962-ben az Év Emberévé választotta. A Francia Közvéleménykutató Intézet XXIII. János halála előtt két héttel tette fel a kérdést a vizsgálati személyeknek: „Mi a véleménye János pápáról?" A megkérdezettek 41%-a igen jó véleménnyel volt róla, 32%-a inkább jó véleménnyel, 18%-a se jó, se rossz, 2%-a rossz, 7%-a pedig semleges véleményt nyilvánított róla.
A köznyelv többféleképpen is nevezte XXIII. Jánost: „a jó pápa", „a világ plébánosa", ill. amiért időről időre elhagyta a Vatikánt, az amerikaiak Johnnie Walkernek nevezték (sétálgató János – a whiskymárkára utalva), az olaszok pedig „Giovanni Fuori le Murának” (falakon kívüli János – a Falakon kívüli Szent Pál-bazilikára utalva).
A Roncalli-bizottság tömegével állított ki hamis keresztlevelet magyar, bolgár és szlovák zsidók számára, a többi között ezért is vélekednek sokan úgy, hogy megilletné a Világ Igaza kitüntetés. A Nemzetközi Raoul Wallenberg Alapítvány (IRWF) már 2000-ben kezdeményezte a cím odaítélését. Hivatalos levelet nyújtottak át Samuel Sisso izraeli konzulnak New Yorkban, a pápa tiszteletére tartott szertartáson, amelyet a Vatikán állandó ENSZ-megfigyelői missziója szervezett. Az IRWF 2011-ben további kutatási anyagokat adott át (az ún. Roncalli-dossziét) a Jad Vasem intézetnek, (amely kivizsgálja a megalapozottságot, és odaítéli a kitüntetést) kifejezve az alapos meggyőződésüket és ajánlásukat a kitüntetésre. Bár a Jad Vasem nemzetközi konferenciát szervezett 2013-ban, amelyen megemlékeztek a pápára halálának 50. évfordulóján, és amelyen a legmagasabb szinten részt vevő szakértők méltatták a tiszteletre méltó pápa örökségét valamint jelentőségét a zsidók és a katolikusok egymáshoz való viszonyában, azonban mindeddig nem ítélték neki oda a Világ Igaza kitüntetést; mondván, hogy ennek feltételeként legalább, – ha életét nem is, de – karrierjét veszélyeztetnie kellett volna tetteivel.

## Az őt ért kritikák és a méltó fogadtatás
Nagyon sokféle kritika érte őt, nevezték kommunistának, szabadkőművesnek, nácinak és zsidóbarátnak egyaránt. Halálos ágyán így beszélt erről: „Nem álltunk meg, hogy felszedegessük azokat a köveket, amelyeket erről vagy arról az oldalról dobtak ránk. Mi senkit sem köveztünk meg."

## Szentté avatása
II. János Pál pápa 2000. szeptember 3-án boldoggá avatta, emléknapját október 11-én (a II. vatikáni zsinat megnyitásának évfordulóján) tartja a katolikus egyház. Szentté avatása 2014. április 27-én, az Isteni irgalmasság vasárnapján, az őt korábban beatifikáló II. János Pál pápával együtt történt.

## Érdekességek
Ő volt az első pápa, aki filmkamerát engedett be a pápai lakosztályba.

## Művei
- Egy lélek naplója
- XXIII. János pápa enciklikái
  - Ad Petri Cathedram 1959. június 29.
  - Sacerdotii Nostri Primordia 1959. augusztus 1.
  - Grata Recordatio 1959. szeptember 26.
  - Princeps Pastorum 1959. november 28.
  - Mater et Magistra 1961. május 15.
  - Aeterna Dei Sapientia 1961. november 11.
  - Paenitentiam Agere, 1962. július 1.
  - Pacem in Terris, 1963. április 11.
- Documenta Catholica Omnia (latin nyelven). Cooperatorum Veritatis Societas. [2010. december 14-i dátummal az eredetiből archiválva]. (Hozzáférés: 2011. december 6.)

## Emlékezete
- A jó pápa – XXIII. János (eredeti címe Il papa buono), olasz film, 2003, rendezte Ricky Tognazzi[20]
- Róla nevezték el 2019. október 11-én a Szófiai Szent XXIII. János pápa egyházmegyét (korábban apostoli vikarátus volt).